# Équipe de Suisse de football en 1942
Cet article présente les résultats de l'équipe de Suisse de football lors de l'année 1942.

## Bilan
|           | Nombre de matchs | Victoires | Défaites | Matchs nuls | Buts marqués | Buts encaissés |
| Domicile  | 2                | 1         | 1        | 0           | 6            | 6              |
| Extérieur | 3                | 1         | 2        | 0           | 2            | 6              |
| Neutre    | 1                | 1         | 0        | 0           | 2            | 1              |
| Total     | 6                | 3         | 3        | 0           | 10           | 13             |

## Matchs et résultats
| Match amical                                 | Portugal                   | 3 - 0   | Suisse | Estádio José Manuel Soares, Lisbonne             |                                                  |
| 1er janvier 1942 · Historique des rencontres | Gomes 26e · Mourão 43e 47e | (2 - 0) |        | Spectateurs : 30 000 Arbitrage : Agustín Vilalta | Spectateurs : 30 000 Arbitrage : Agustín Vilalta |
| 1er janvier 1942 · Historique des rencontres | Rapport                    |         |        | Spectateurs : 30 000 Arbitrage : Agustín Vilalta | Spectateurs : 30 000 Arbitrage : Agustín Vilalta |

| Match amical                                 | Allemagne | 1 - 2   | Suisse               | Praterstadion, Vienne                            |                                                  |
| 1er février 1942 · Historique des rencontres | Decker    | (0 - 0) | 72e 88e Kappenberger | Spectateurs : 35 000 Arbitrage : Giuseppe Scarpi | Spectateurs : 35 000 Arbitrage : Giuseppe Scarpi |
| 1er février 1942 · Historique des rencontres | Rapport   |         |                      | Spectateurs : 35 000 Arbitrage : Giuseppe Scarpi | Spectateurs : 35 000 Arbitrage : Giuseppe Scarpi |

| Match amical                            | France  | 0 - 2   | Suisse                       | Stade Vélodrome, Marseille                      |                                                 |
| 8 mars 1942 · Historique des rencontres |         | (0 - 2) | 14e Amadò · 23e Kappenberger | Spectateurs : 39 000 Arbitrage : Pedro Escartín | Spectateurs : 39 000 Arbitrage : Pedro Escartín |
| 8 mars 1942 · Historique des rencontres | Rapport |         |                              | Spectateurs : 39 000 Arbitrage : Pedro Escartín | Spectateurs : 39 000 Arbitrage : Pedro Escartín |

| Match amical                                | Suisse                                    | 3 - 5   | Allemagne                               | Wankdorf, Berne                                 |                                                 |
| 18 octobre 1942 · Historique des rencontres | Bickel 17e · Amadò 23e · Kappenberger 65e | (2 - 3) | 10e 31e 43e 57e Wilimowski · 80e Walter | Spectateurs : 33 000 Arbitrage : Pedro Escartín | Spectateurs : 33 000 Arbitrage : Pedro Escartín |
| 18 octobre 1942 · Historique des rencontres | Rapport                                   |         |                                         | Spectateurs : 33 000 Arbitrage : Pedro Escartín | Spectateurs : 33 000 Arbitrage : Pedro Escartín |

| Match amical                                  | Hongrie                            | 3 - 0   | Suisse | Üllöi Uti, Budapest                           |                                               |
| 1er novembre 1942 · Historique des rencontres | Bodola 30e · Németh 73e · Tóth 79e | (1 - 0) |        | Spectateurs : 38 000 Arbitrage : Helmuth Fink | Spectateurs : 38 000 Arbitrage : Helmuth Fink |
| 1er novembre 1942 · Historique des rencontres | Rapport                            |         |        | Spectateurs : 38 000 Arbitrage : Helmuth Fink | Spectateurs : 38 000 Arbitrage : Helmuth Fink |

| Match amical                                 | Suisse                                   | 3 - 1   | Suède              | Hardturm, Zurich                                      |                                                       |
| 15 novembre 1942 · Historique des rencontres | Friedländer 13e · Bickel 57e · Amadò 67e | (1 - 0) | 68e (pen.) Leander | Spectateurs : 32 000 Arbitrage : Peter Joseph Bauwens | Spectateurs : 32 000 Arbitrage : Peter Joseph Bauwens |
| 15 novembre 1942 · Historique des rencontres | Rapport                                  |         |                    | Spectateurs : 32 000 Arbitrage : Peter Joseph Bauwens | Spectateurs : 32 000 Arbitrage : Peter Joseph Bauwens |